# 张庚
张庚（1911年1月22日—2003年9月27日），原名姚禹玄，男，湖南长沙人，中国学者，戏剧理论家，曾任中央戏剧学院副院长，中国戏曲学院院长，中国戏剧家协会副主席、名誉主席，第六届、第七届全国政协委员。

## 生平
1911年1月22日生于湖南长沙。1927年毕业于长沙楚怡学校，后进入武汉黄埔七分校。当年考入上海劳动大学。1931年在武汉参加左翼剧联武汉分盟的活动。
1932年在上海参加中国左翼戏剧家联盟工作，1934年加入中国共产党，并担任左翼剧联常委。1936年出版第一本戏剧理论著作《戏剧概论》。
1938年到达延安，任鲁迅艺术学院戏剧系主任。1942年延安文艺座谈会后，参与组织《白毛女》等新歌剧的创作，并出版《戏剧艺术引论》。1945年后第二次国共内战期间，任东北鲁艺副院长兼鲁艺文工四团团长。 
1949年中华人民共和国成立后，历任中央戏剧学院副院长，中国戏曲研究院副院长，中国戏曲学院院长，中国艺术研究院副院长，中国戏剧家协会副主席、名誉主席，中国戏曲学会会长，并先后任《戏剧报》《文艺研究》等刊物主编。
2003年9月27日病逝于北京。

## 著作
著有《中国话剧运动史初稿》、《中国话剧运动大事编年》、《戏曲概论》、《论新歌剧》、《张庚戏剧论文集》等；主编著作有：《中国戏曲大百科·戏曲卷》，以及与郭汉城共同主编的《中国戏曲通史》和《中国戏曲通论》。